# Stickney (Dakota del Sur)
Stickney es un pueblo ubicado en el condado de Aurora en el estado estadounidense de Dakota del Sur. En el Censo de 2010 tenía una población de 284 habitantes y una densidad poblacional de 409,15 personas por km².

## Geografía
Stickney se encuentra ubicado en las coordenadas 43°35′22″N 98°26′16″O / 43.58944, -98.43778. Según la Oficina del Censo de los Estados Unidos, Stickney tiene una superficie total de 0.69 km², de la cual 0.69 km² corresponden a tierra firme y (0%) 0 km² es agua.

## Demografía
Según el censo de 2010, había 284 personas residiendo en Stickney. La densidad de población era de 409,15 hab./km². De los 284 habitantes, Stickney estaba compuesto por el 98.94% blancos, el 0% eran afroamericanos, el 0% eran amerindios, el 1.06% eran asiáticos, el 0% eran isleños del Pacífico, el 0% eran de otras razas y el 0% pertenecían a dos o más razas. Del total de la población el 0.35% eran hispanos o latinos de cualquier raza.